# Рогово (Владимирская область)
Рогово — деревня в Судогодском районе Владимирской области, входит в состав Головинского сельского поселения.

## География
Деревня расположена на берегу речки Поль в 2 км к западу от центра поселения посёлка Головино и в 32 км на запад от райцентра города Судогда.

## История
В конце XIX — начале XX века деревня входила в состав Подольской волости Владимирского уезда. В 1859 году в деревне числилось 9 дворов, в 1905 году — 12 дворов, в 1926 году — 19 хозяйств.
В начале XX века в деревне располагалась приходская церковь Роговской старообрядческой общины. В Государственном архиве Владимирской области частично сохранились метрические книги общины за 1909—1920 гг. (Ф. 590. Оп. 24. Д. 2, 3.).
С 1929 года деревня входила с состав Головинского сельсовета Владимирского района, с 1965 года — Судогодского района.

## Население
| 1859 | 1905 | 1926 | 2002 | 2010 | 2021 |
| ---- | ---- | ---- | ---- | ---- | ---- |
| 37   | ↗73  | ↗78  | ↘11  | ↗14  | ↘6   |